# Hradiště (vojenský újezd Hradiště)
Hradiště (německy Hofen) je zaniklá vesnice ve vojenském újezdu Hradiště v okrese Karlovy Vary. Stála v Doupovských horách asi pět kilometrů severovýchodně od Bochova v nadmořské výšce okolo 750 metrů.

## Název
Německý název vesnice je odvozen z výrazu in den Höffen („ve dvorech“). V historických pramenech se objevuje ve tvarech Hepfen (1536), Hoffn (1567), Hoffen (1570), Heffen (1580) nebo Höffen (1654 a 1785).

## Historie
První písemná zmínka o Hradišti pochází z roku 1532, kdy vesnice patřila k panství hradu Andělská Hora, jehož osudy sdílela až do zrušení poddanství. V letech 1578 až 1580 probíhal spor mezi Annou Karolínou Colonnovou z Felsu a Janem Jindřichem Prollhoferem o právo pastvy a sklizně sena na pastvinách a loukách u vesnice. Během třicetileté války dne 6. září 1645 přepadli vojáci sedláka z Hradiště. Na místě jej zabili, odvedli tři jeho koně, a vzápětí vydrancovali i vesnici. Po válce ve vsi žilo podle berní ruly z roku 1654 šest sedláků a jeden poddaný bez pozemků. Celkem jim patřilo dvacet potahů a chovali čtrnáct krav, 24 jalovic, jednu ovci, čtyři prasata a sedm koz. Sedláci obdělávali 121 strychů půdy, ale měli také necelé čtyři strychy lesa a dva a půl strychu vinic.
Škola v Hradišti nebyla. Děti chodily nejprve do školy v Radošově a od roku 1870 do školy v Březině. Po první světové válce ve vsi žilo devět selských rodin, z nichž pět bohatších mělo pozemky s výměrou přes dvacet hektarů. Elektřina byla do Hradiště zavedena v roce 1922 a o rok později se začal stavět vodovod. Ze služeb ve vesnici fungoval jen hostinec a řemeslo provozovali švec, zedník a kolář. Počet obyvatel mezi lety 1945 a 1947 poklesl z 69 na 22. Při sčítáních lidu v letech 1869–1930 Hradiště bylo obcí v okrese Žlutice.
Hradiště zaniklo vysídlením v roce 1953 v důsledku zřízení vojenského újezdu. Dochovaly se z něj torza domů a jedinou stojící stavbou je malý vodojem.

## Přírodní poměry
Hradiště stávalo v katastrálním území Bražec u Hradiště v okrese Karlovy Vary, asi pět kilometrů severovýchodně od Bochova. Nacházelo se v nadmořské výšce okolo 750 metrů ve svahu údolí Ratibořského potoka. Oblast leží v jižní části Doupovských hor, konkrétně v jejich okrsku Hradišťská hornatina. Půdní pokryv v okolí tvoří převážně kambizem eutotrofní.
V rámci Quittovy klasifikace podnebí Hradiště stálo v chladné oblasti CH7, pro kterou jsou typické průměrné teploty −3 až −4 °C v lednu a 15–16 °C v červenci. Roční úhrn srážek dosahuje 850–1000 milimetrů, sníh zde leží 100–120 dní v roce. Mrazových dnů bývá 140–160, zatímco letních dnů jen 10–30.

## Obyvatelstvo
Při sčítání lidu v roce 1921 zde žilo 73 obyvatel (z toho 35 mužů), z nichž bylo 72 Němců a jeden cizinec. Všichni se hlásili k římskokatolické církvi. Podle sčítání lidu z roku 1930 měla vesnice 87 obyvatel: třináct Čechoslováků a 74 Němců. I tentokrát všichni byli římskými katolíky.
|                                                    | 1869 | 1880 | 1890 | 1900 | 1910 | 1921 | 1930 | 1950 | 1961 | 1970 | 1980 | 1991 | 2001 |
| -------------------------------------------------- | ---- | ---- | ---- | ---- | ---- | ---- | ---- | ---- | ---- | ---- | ---- | ---- | ---- |
| Obyvatelé                                          | 84   | 75   | 78   | 76   | 66   | 73   | 87   | 23   | 601  | 914  | 648  | 616  | .    |
| Domy                                               | 15   | 15   | 16   | 15   | 14   | 14   | 14   | 14   | 130  | 132  | 102  | 115  | 1    |
| V letech 1950–1991 včetně celého vojenského újezdu |      |      |      |      |      |      |      |      |      |      |      |      |      |